# Lieskovec (Zvolen)
Lieskovec (ungarisch Újmogyoród – bis 1912 Mogyoród, bis 1888 Lieszkóc) ist eine Gemeinde in der Mittelslowakei mit 1372 Einwohnern (Stand 31. Dezember 2024) und gehört zum Okres Zvolen, einem Kreis des Banskobystrický kraj.

## Geographie
Die Gemeinde liegt im Zentralteil des Talkessels Zvolenská kotlina am Bach Hučava, fünf Kilometer östlich des Stadtzentrums von Zvolen gelegen.

## Geschichte
Lieskovec wurde zum ersten Mal 1401 als Leskouecz schriftlich erwähnt.
1976–1990 war Lieskovec ein Stadtteil von Zvolen.

## Bevölkerung
| Jahr                | 1994 | 2004 | 2014    | 2024    |
| ------------------- | ---- | ---- | ------- | ------- |
| Anzahl der Personen | 1393 | 1393 | 1467    | 1372    |
| Unterschied         |      | +0 % | +5,31 % | −6,47 % |

| Jahr                | 2023 | 2024    |
| ------------------- | ---- | ------- |
| Anzahl der Personen | 1377 | 1372    |
| Unterschied         |      | −0,36 % |

Ergebnisse nach der Volkszählung 2001 (1381 Einwohner):
| Nach Ethnie: - 95,94 % Slowaken - 2,32 % Zigeuner - 0,65 % Tschechen - 0,22 % Magyaren | Nach Religion: - 43,95 % römisch-katholisch - 36,78 % evangelisch - 14,41 % konfessionslos - 4,13 % keine Angabe |